# Saint-Bonnet-le-Troncy
Saint-Bonnet-le-Troncy és un municipi francès situat al departament del Roine i a la regió d'Alvèrnia-Roine-Alps. L'any 2007 tenia 306 habitants.

## Demografia

### Població
El 2007 la població de fet de Saint-Bonnet-le-Troncy era de 306 persones. Hi havia 123 famílies de les quals 32 eren unipersonals (16 homes vivint sols i 16 dones vivint soles), 47 parelles sense fills, 28 parelles amb fills i 16 famílies monoparentals amb fills.
La població ha evolucionat segons el següent gràfic:
Habitants censats

### Habitatges
El 2007 hi havia 217 habitatges, 132 eren l'habitatge principal de la família, 63 eren segones residències i 22 estaven desocupats. 208 eren cases i 7 eren apartaments. Dels 132 habitatges principals, 114 estaven ocupats pels seus propietaris, 15 estaven llogats i ocupats pels llogaters i 4 estaven cedits a títol gratuït; 1 tenia una cambra, 3 en tenien dues, 22 en tenien tres, 34 en tenien quatre i 73 en tenien cinc o més. 91 habitatges disposaven pel capbaix d'una plaça de pàrquing. A 56 habitatges hi havia un automòbil i a 63 n'hi havia dos o més.

### Piràmide de població
La piràmide de població per edats i sexe el 2009 era:
| Homes | Edats   | Dones |
| ----- | ------- | ----- |
| 0     | 95 o +  | 0     |
| 0     | 90 a 94 | 0     |
| 0     | 85 a 89 | 0     |
| 4     | 80 a 84 | 4     |
| 8     | 75 a 79 | 8     |
| 12    | 70 a 74 | 12    |
| 8     | 65 a 69 | 8     |
| 12    | 60 a 64 | 12    |
| 12    | 55 a 59 | 0     |
| 4     | 50 a 54 | 12    |
| 12    | 45 a 49 | 8     |
| 8     | 40 a 44 | 20    |
| 0     | 35 a 39 | 0     |
| 16    | 30 a 34 | 4     |
| 0     | 25 a 29 | 8     |
| 8     | 20 a 24 | 4     |
| 16    | 15 a 19 | 8     |
| 4     | 10 a 14 | 4     |
| 16    | 5 a 9   | 0     |
| 0     | 0 a 4   | 4     |

## Economia
El 2007 la població en edat de treballar era de 182 persones, 135 eren actives i 47 eren inactives. De les 135 persones actives 130 estaven ocupades (78 homes i 52 dones) i 5 estaven aturades (1 home i 4 dones). De les 47 persones inactives 27 estaven jubilades, 11 estaven estudiant i 9 estaven classificades com a «altres inactius».

### Ingressos
El 2009 a Saint-Bonnet-le-Troncy hi havia 123 unitats fiscals que integraven 295,5 persones, la mediana anual d'ingressos fiscals per persona era de 16.235 €.

### Activitats econòmiques
Dels 8 establiments que hi havia el 2007, 1 era d'una empresa extractiva, 3 d'empreses de construcció, 2 d'empreses d'hostatgeria i restauració, 1 d'una empresa immobiliària i 1 d'una empresa de serveis.
Dels 4 establiments de servei als particulars que hi havia el 2009, 3 eren paletes i 1 restaurant.
L'any 2000 a Saint-Bonnet-le-Troncy hi havia 17 explotacions agrícoles que ocupaven un total de 500 hectàrees.

## Equipaments sanitaris i escolars
El 2009 hi havia una escola elemental.

## Poblacions més properes
El següent diagrama mostra les poblacions més properes.